# Jānis Goldmanis
Jānis Goldmanis (ur. 23 września 1875, zm. 18 listopada 1955 w South Bend USA) – łotewski działacz państwowy i polityk, poseł do IV Dumy Państwowej Imperium Rosyjskiego (1912–1917) i na Sejm Łotwy (1922–1928), minister Rządu Tymczasowego (1920–1922). 

## Życiorys
W 1912 został wybrany do IV Dumy Państwowej jako reprezentant Kurlandii. W 1917 uzyskał mandat posła do rosyjskiej Konstytuanty. Był jednym z założycieli Łotewskiego Pułku Strzelców. Pracował w Centralnym Komitecie Pomocy Łotewskim Uchodźcom. Po powrocie na Łotwę zasiadał w Łotewskiej Radzie Narodowej, która ogłosiła 11 listopada 1918 niepodległość Łotwy. Pełnił obowiązki ministra rolnictwa, a później obrony narodowej Rządu Tymczasowego (1920–1922). W 1922 wybrany posłem na Sejm I kadencji (reelekcja w 1925). Odznaczony Orderem Trzech Gwiazd. W 1944 wyjechał z terenu Łotwy. W 1950 znalazł się w USA. 